# Hugo Rocha (atleta)
Vítor Hugo Simão do Vale Rocha ComIH (Oslo, 13 de abril de 1972) é um ex-velejador português.

## Carreira
Hugo Rocha representou seu país nos Jogos Olímpicos de 1996 e 2000, na qual conquistou uma medalhas de bronze na classe 470.
A 4 de Janeiro de 2016 foi feito Comendador da Ordem do Infante D. Henrique.